# عبد الحافظ حلمي محمد
عبد الحافظ حلمي محمد (7 أبريل 1926 - 15 فبراير 2012) عالم أحياء ولغوي مصري عرف بنشاطه في تعريب العلوم، مؤسس الجمعية المصرية لتعريب العلوم،.

## النشأة والدراسة
ولد في عبد الحافظ حلمي محمد في أسيوط المصرية، في 7 أبريل 1926، وأنهى دراستى الابتدائية في عدد من مدارس أسيوط والقاهرة، وحصل على شهادة الثانوية من مدرسة التوفيقية بالقاهرة 1942 وقد فاز في مسابقة الأدب العربي على مستوى المملكة المصرية أثناء دراسته الثانوية.
كان يود أن يكمل دراسته الجامعية في اللغة العربية، ولكنه استجاب لضغوط ناصيحه فاتجه إلى الدراسات العلمية.
حصل على شهادة البكلاريوس في العلوم من جامعة فؤاد الأول سنة 1946 بمرتبة الشرف الأولى، ثم الدكتوراة في 1952 من جامعة لندن، عن بحث «دراسة طفيليات الدم في الطيور المصرية».
تولى بعد ذلك العديد من الأعمال، وألف وترجم عشرات الكتب، توفي في 15 فبراير 2012.

## الأعمال
- عمل معيدًا في جامعة فؤاد الأول عقب تخرجه في 1946.[6]
- عمل مدرسًا بعد حصوله على الدكتوراة في جامعة فؤاد الأول 1952.[6]
- عمل في التدريس في جامعة عين شمس من سنة 1960.[5]
- عين أستاذ أول لكرسي علم الحيوانات الأولية بجامعة عين شمس منذ إنشائه في 1966.[5]
- رأس الجمعية المصرية لعلوم الحيوان.[5]
- عين عميدًا لكلية العلوم في جامعة عين شمس.[5]
- شغل منصب نائب رئيس مركز الأبحاث للتاريخ والفنون والثقافة الإسلامية في تركيا (منذ 1996).[5][7]
- نائب رئيس المجمع العلمي المصري.[5]
- عضو الجمعية البريطانية لتاريخ العلم [الإنجليزية] (منذ 1977).[5][7]
- أختير خبيرًا بلجنة علوم الأحياء والزراعة بمجمع اللغة العربية بالقاهرة عام 1977.[7]
- عضو معهد البيولوجيا [الإنجليزية] بلندن (منذ 1988).[5][7]
- عضو المجلس الاستشاري لمكتب تنسيق التعريب بالرباط ممثلًا لمجمع اللغة العربية بالقاهرة منذ عام 2002.[5]
- عضو جمعية المشتغلين بعلم الحيوانات الأولية في نيويورك (منذ 1962).[5][7]
- عضو الجمعية المصرية لتاريخ العلوم.[5]
- عضو الهيئة المؤسسة لمجلة العلوم التي تصدرها مؤسسة الكويت للتقدم العلمي منذ صدورها عام 1976 حتى وفاته.[5]
- عضو أكاديمية نيويورك للعلوم (منذ 1998).[7]
- عضو مجلس إدارة الاتحاد الدولي لتاريخ العلم والتكنولوجيا (2005).[7]

## المؤلفات
- مشارك في تأليف موسوعة الكويت العلمية للأطفال الصادرة عن مؤسسة الكويت للتقدم العلمي.[8]
- مشارك في تأليف ومراجعة المعجم الكبير.[5]
- مشارك في لجنة تحديث المعجم الوسيط.[5]
- سلوك الحيوان (ترجمة).[9]
- طرائف من علم الحيوان (ترجمة).[9]
- رجال وجاهر في علم الأحياء (ترجمة).[9]
- الأساس الجسماني للشخصية (ترجمة).[9]
- طبائع الأحياء (ترجمة).[9]
- الوراثة.[9]
- معجم الحيوان[7]
- عدة مقررات علمية باللغة العربية بجامعة الأزهر وجامعة عين شمس وجامعات الكويت وقطر وبغداد.[7]

## الجوائز والإنجازات
- حاز على عضوية مجمع اللغة العربية في القاهرة في 1992م.[5]
- الجائزة التقديرية لجامعة عين شمس في العلوم الأساسية، 1997.[5][10]
- جائزة الدولة التقديرية في العلوم الأساسية 2001م.[5][11]
- أسس ورأس الجمعية المصرية لتعريب العلوم 1995.[6]

## وصلات خارجية
- عبد الحافظ حلمي محمد على موقع أرشيف الشارخ.